# Івано-Франківський музей історії релігії та атеїзму

Макет ракети перед музеєм, 1970-ті

Івано-Франківський музей історії релігії та атеїзму — один із науково-методичних центрів атеїстичної пропаганди на Прикарпатті, філіал обласного краєзнавчого музею. Розпочав свою роботу у лютому 1971 року, розмістившись  у колишньому вірменському костелі на вулиці Вірменській, 6.
Споруда за своєю об’ємно-просторовою композицією є характерним зразком зрілого бароко. Всередині на широких виступах карниза, що підтримуються колонами, розташовані дванадцять статуй святих, заввишки 1,8 м.
Над створенням музею працювали науковці, господарські  працівники. В обладнанні брали участь підприємства міста, робітники яких виготовили до розділу «Наука і релігія» макет космічної ракети, діораму «Освоєння космосу». Академія наук СРСР передала  у дар музею глобус  Місяця, макет корабля «Восток-3» і космічної станції «Луна-2», що експонувалися на міжнародній виставці у Белграді.
Експозиційна площа музею складала понад 400 квадратних метрів, на яких розміщувалось понад 3000 експонатів. Особливе місце займали діорами «Страта повсталих рабів у Стародавньому Римі», «Освоєння космосу», модель Сонячної системи, маятник Фуко, камера інквізиції, старовинний орган.
У 1990 храм повернули вірянам.